# La vida de Carlos Gardel
 La vida de Carlos Gardel es una película de Argentina en blanco y negro dirigida por Alberto de Zavalia según su propio guion escrito en colaboración con Carlos Aden que se estrenó el 24 de mayo de 1939 y que tuvo como protagonistas a Hugo del Carril, Delia Garcés y Elsa O'Connor.

## Sinopsis
Carlos (Hugo del Carril) es un cantante que ha dado una fama internacional, y viaja por muchos lugares para expresar sus maravillosas canciones. Este, tiene una relación personal con Teresa (Delia Garcés), una hermosa joven que también está enamorada de él. Las cosas se complican cuando Teresa ve a Carlos besándose con Dorina (Elsa O'Connor). Aunque el amor de esta pareja siempre es fuerte, deja de serlo cuando Carlos tiene que hacer una gira de cantos hacia Medellín (Colombia), y llegando a la ciudad, muere en un accidente aéreo. Teresa queda sola escuchando los discos de Carlos, pero al pasar los años, ambos están muertos y se encuentran como fantasmas y caminan los dos juntos saliendo de un portón.

## Reparto

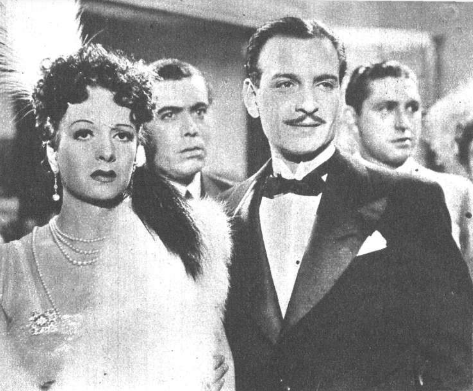
Elsa O'Connor y Santiago Gómez Cou, en una de las escenas de "La vida de Carlos Gardel" que, con Hugo del Carril, encarnando al popular cantor, dirigió Alberto de Zavalía.

- Hugo del Carril - Carlos Gardel
- Elsa O'Connor - Dorina
- Delia Garcés - Teresa
- Santiago Gómez Cou
- Miguel Gómez Bao - Garabito
- Juana Sujo - Betty
- Armando de Vicente - Pedro
- Alberto Terrones - Martínez
- Mario Pardo - Rengo Bazan
- Salvador Lotito
- Agustín Barrios
- Egle Foropón
- Herminia Mancini
- Carlos Bertoldi
- Amelia Lamarque
- Pedro Bibe
- Percival Murray
- José Herrero